# Dichrostoptera basilinea
Dichrostoptera basilinea là một loài bướm đêm thuộc phân họ Arctiinae, họ Erebidae.